# Eastern Conference (NBA)
De Eastern Conference is een van de twee conferences in de National Basketball Association (NBA) in de Verenigde Staten, naast de Western Conference. De conference wordt verder ingedeeld in drie divisies:
- Atlantic Division
- Central Division
- Southeast Division

De 3 divisiekampioenen en de 5 beste overige teams plaatsen zich voor de NBA Playoffs.
Er zijn 30 teams die deelnemen aan de NBA. Deze zijn ingedeeld in conferences en divisies gebaseerd op geografische ligging. De teams zijn opgesplitst in 15 teams per conference, en elke conference is opgedeeld in verschillende divisies, met 5 teams per divisie. Tot het seizoen 2003/2004 waren er per conference maar 2 divisies met ieder 7 of 8 teams.